# Singaporese hockeyploeg (mannen)
De  Singaporese hockeyploeg  voor mannen is de nationale ploeg die Singapore vertegenwoordigt tijdens interlands in het hockey.
Het team kon zich driemaal kwalificeren voor een internationaal kampioenschap: op het  Aziatisch kampioenschap hockey van 1982 in Karachi eindigden ze op de zesde plaats, het beste resultaat ooit. Op de Olympische Spelen van 1956 in Melbourne eindigden ze op een achtste plaats

## Erelijst Singaporese hockeyploeg
| Jaar | Champions Trophy | Aziatisch kampioenschap | Olympische Spelen    | Wereldkampioenschap | Hockey World League Hockey Pro League |
| ---- | ---------------- | ----------------------- | -------------------- | ------------------- | ------------------------------------- |
| 1908 |                  |                         | geen deelname        |                     |                                       |
| 1920 |                  |                         | geen deelname        |                     |                                       |
| 1928 |                  |                         | geen deelname        |                     |                                       |
| 1932 |                  |                         | geen deelname        |                     |                                       |
| 1936 |                  |                         | geen deelname        |                     |                                       |
| 1948 |                  |                         | geen deelname        |                     |                                       |
| 1952 |                  |                         | geen deelname        |                     |                                       |
| 1956 |                  |                         | 8e OS 1956 Melbourne |                     |                                       |
| 1960 |                  |                         | geen deelname        |                     |                                       |
| 1964 |                  |                         | geen deelname        |                     |                                       |
| 1968 |                  |                         | geen deelname        |                     |                                       |
| 1970 |                  |                         |                      |                     |                                       |
| 1971 |                  |                         |                      | geen deelname       |                                       |
| 1972 |                  |                         | geen deelname        |                     |                                       |
| 1973 |                  |                         |                      | geen deelname       |                                       |
| 1974 |                  |                         |                      |                     |                                       |
| 1975 |                  |                         |                      | geen deelname       |                                       |
| 1976 |                  |                         | geen deelname        |                     |                                       |
| 1978 | geen deelname    |                         |                      | geen deelname       |                                       |
| 1980 | geen deelname    |                         | geen deelname        |                     |                                       |
| 1981 | geen deelname    |                         |                      |                     |                                       |
| 1982 | geen deelname    | 6e AK 1982 Karachi      |                      | geen deelname       |                                       |
| 1983 | geen deelname    |                         |                      |                     |                                       |
| 1984 | geen deelname    |                         | geen deelname        |                     |                                       |
| 1985 | geen deelname    | 9e AK 1985 Dhaka        |                      |                     |                                       |
| 1986 | geen deelname    |                         |                      | geen deelname       |                                       |
| 1987 | geen deelname    |                         |                      |                     |                                       |
| 1988 | geen deelname    |                         | geen deelname        |                     |                                       |
| 1989 | geen deelname    | geen deelname           |                      |                     |                                       |
| 1990 | geen deelname    |                         |                      | geen deelname       |                                       |
| 1991 | geen deelname    |                         |                      |                     |                                       |
| 1992 | geen deelname    |                         | geen deelname        |                     |                                       |
| 1993 | geen deelname    | geen deelname           |                      |                     |                                       |
| 1994 | geen deelname    |                         |                      | geen deelname       |                                       |
| 1995 | geen deelname    |                         |                      |                     |                                       |
| 1996 | geen deelname    |                         | geen deelname        |                     |                                       |
| 1997 | geen deelname    |                         |                      |                     |                                       |
| 1998 | geen deelname    |                         |                      | geen deelname       |                                       |
| 1999 | geen deelname    | geen deelname           |                      |                     |                                       |
| 2000 | geen deelname    |                         | geen deelname        |                     |                                       |
| 2001 | geen deelname    |                         |                      |                     |                                       |
| 2002 | geen deelname    |                         |                      | geen deelname       |                                       |
| 2003 | geen deelname    | geen deelname           |                      |                     |                                       |
| 2004 | geen deelname    |                         | geen deelname        |                     |                                       |
| 2005 | geen deelname    |                         |                      |                     |                                       |
| 2006 | geen deelname    |                         |                      | geen deelname       |                                       |
| 2007 | geen deelname    | geen deelname           |                      |                     |                                       |
| 2008 | geen deelname    |                         | geen deelname        |                     |                                       |
| 2009 | geen deelname    | geen deelname           |                      |                     |                                       |
| 2010 | geen deelname    |                         |                      | geen deelname       |                                       |
| 2011 | geen deelname    |                         |                      |                     |                                       |
| 2012 | geen deelname    |                         | geen deelname        |                     |                                       |
| 2013 |                  | geen deelname           |                      |                     | eerste ronde HWL 2012-13              |
| 2014 | geen deelname    |                         |                      | geen deelname       |                                       |
| 2015 |                  |                         |                      |                     | 32e HWL 2014-15                       |
| 2016 | geen deelname    |                         | geen deelname        |                     |                                       |
| 2017 |                  | geen deelname           |                      |                     | eerste ronde HWL 2016-17              |
| 2018 | geen deelname    |                         |                      | geen deelname       |                                       |
| 2019 |                  |                         |                      |                     | geen deelname                         |
| 2021 |                  |                         | geen deelname        |                     | geen deelname                         |
| 2022 |                  | geen deelname           |                      |                     | geen deelname                         |
| 2023 |                  |                         |                      | geen deelname       | geen deelname                         |
| 2024 |                  |                         | geen deelname        |                     | geen deelname                         |